# 오스트리아의 주
오스트리아는 9개 주(독일어: Länder, 단수형 Land)로 구성된 연방 공화국이다.
오스트리아의 주는 흔히 연방주(독일어: Bundesländer, 단수형 Bundesland)라고 부르기도 하며 연방주는 독자적인 입법부인 주 의회(Landtag)와 독자적인 행정부인 주 정부(Landesregierung)를 갖고 있다.
주 의회 의원은 5년마다 실시되는 주민의 직접 선거로 선출되며 주 수상(Landeshauptmann)은 주 의회가 임명한다. 수도 빈(비엔나)은 하나의 도시이면서도 주의 지위를 갖고 있기 때문에 빈 시 의회는 주 의회의 역할을 겸하고 있으며 빈 시장은 주 수상을 겸임한다. 오스트리아의 9개 주는 94개 군(독일어: Bezirk)으로 나뉜다.

## 오스트리아의 주 목록

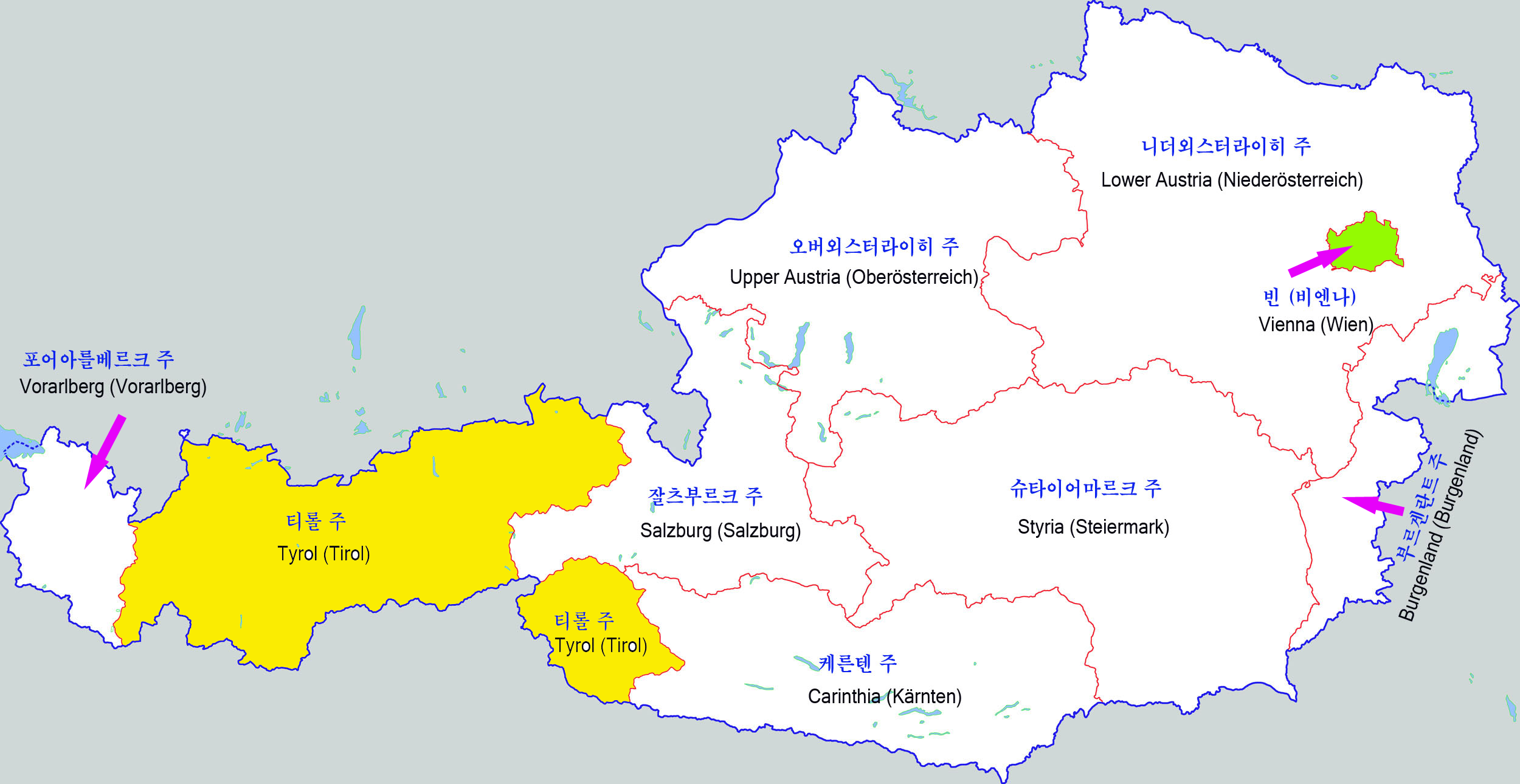
오스트리아의 주

인구, 면적, 인구 밀도, 도시 수, 마을 수는 2008년 1월 1일 오스트리아 통계청이 공식적으로 발표한 통계 자료를 기준으로 한다. 
| 번호 | 주                 | 주도         | 인구 (명) | 면적 (km2) | 인구 밀도 (명/km2) | 도시 수 | 마을 수 |
| ---- | ------------------ | ------------ | --------- | ---------- | ------------------ | ------- | ------- |
| 1    | 부르겐란트주       | 아이젠슈타트 | 281,190   | 3,965      | 70.9               | 13      | 158     |
| 2    | 케른텐주           | 클라겐푸르트 | 561,094   | 9,536      | 58.8               | 17      | 115     |
| 3    | 니더외스터라이히주 | 장크트푈텐   | 1,597,240 | 19,178     | 83.3               | 75      | 498     |
| 4    | 오버외스터라이히주 | 린츠         | 1,408,165 | 11,982     | 117.5              | 32      | 412     |
| 5    | 잘츠부르크주       | 잘츠부르크   | 530,576   | 7,154      | 74.2               | 10      | 109     |
| 6    | 슈타이어마르크주   | 그라츠       | 1,205,609 | 16,392     | 73.6               | 34      | 508     |
| 7    | 티롤주             | 인스브루크   | 703,512   | 12,648     | 55.6               | 11      | 268     |
| 8    | 포어아를베르크주   | 브레겐츠     | 366,377   | 2,601      | 140.8              | 5       | 91      |
| 9    | 빈 (비엔나)        | –            | 1,677,867 | 415        | 4,044.3            | 1       | 0       |

## 같이 보기
- ISO 3166-2:AT
- 오스트리아의 행정 구역